# Wettermeßstelle

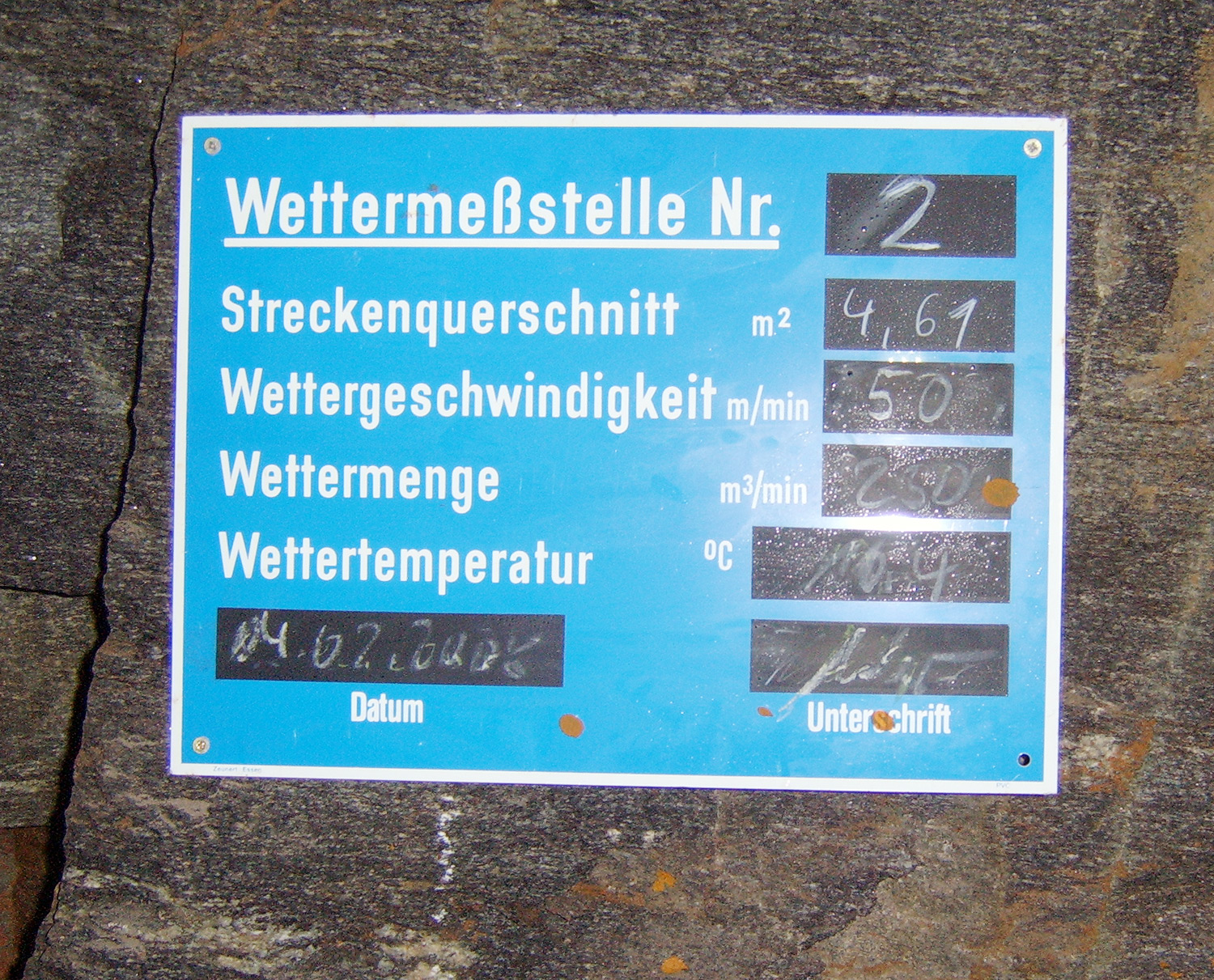
Hinweisschild für eine Wettermeßstelle

Als Wettermeßstelle, (früher auch als Wetterstation,) bezeichnet man im Bergbau in den einzelnen Grubenbauen speziell markierte Bereiche, an denen regelmäßige Wettermessungen durchgeführt werden. Wettermeßstellen werden überwiegend in den Hauptwetterströmen zur Vereinfachung der Berechnung der Bewetterung eingerichtet. Die einzelnen Wettermeßstellen im Grubengebäude werden im Wetterführungsplan eingetragen.

## Aufbau und Zweck
Wettermeßstellen werden zweckmäßigerweise in einem geraden Teil der jeweiligen Strecke angelegt. Die Streckenabschnitte, in denen eine Wettermeßstelle eingerichtet wird, werden im Bereich der Firste und der Stöße mit einer Verschalung aus Brettern ausgekleidet. Anstelle der Verschalung kann auch ein anderweitiger glatter Verzug verwendet werden. Die glatte Ausschalung ist erforderlich, um einen genau ausmessbaren Streckenquerschnitt zu bekommen. Die Wettermeßstelle sollte eine Länge von drei bis vier Metern haben. Damit es nicht zu Verwechslungen kommen kann, wird der Streckenquerschnitt an einem der Stöße auf einem Schild notiert. Noch wichtiger als die saubere Auskleidung der Stöße und der Firste ist der Ort, an dem die Wettermeßstelle eingerichtet wird. Er sollte so ausgewählt werden, dass sie sich mindestens einige Meter von einem Streckenabzweig entfernt befindet, da es sonst zu Wirbelbildungen im Wetterstrom kommt, die das Messergebnis verfälschen. Zur Dokumentation der Messergebnisse befinden sich an der Wettermeßstelle entsprechende Wettertafeln.